# لی چی-آن
لی چی-آن (انگلیسی: Li Chi-an؛ زادهٔ ۷ ژوئیهٔ ۱۹۴۵) بازیکن فوتبال اهل کره شمالی بود.
از باشگاه‌هایی که در آن بازی کرده‌است می‌توان به باشگاه فوتبال ۲۵ آوریل اشاره کرد.
وی همچنین در تیم ملی فوتبال کره شمالی بازی کرده‌است.